# LHX2
LHX2 (англ. LIM homeobox 2) – білок, який кодується однойменним геном, розташованим у людей на короткому плечі 9-ї хромосоми. Довжина поліпептидного ланцюга білка становить 406 амінокислот, а молекулярна маса — 44 373.
| 10         |  | 20         |  | 30         |  | 40         |  | 50         |
| ---------- |  | ---------- |  | ---------- |  | ---------- |  | ---------- |
| MLFHSLSGPE |  | VHGVIDEMDR |  | RAKSEAPAIS |  | SAIDRGDTET |  | TMPSISSDRA |
| ALCAGCGGKI |  | SDRYYLLAVD |  | KQWHMRCLKC |  | CECKLNLESE |  | LTCFSKDGSI |
| YCKEDYYRRF |  | SVQRCARCHL |  | GISASEMVMR |  | ARDLVYHLNC |  | FTCTTCNKML |
| TTGDHFGMKD |  | SLVYCRLHFE |  | ALLQGEYPAH |  | FNHADVAAAA |  | AAAAAAKSAG |
| LGAAGANPLG |  | LPYYNGVGTV |  | QKGRPRKRKS |  | PGPGADLAAY |  | NAALSCNEND |
| AEHLDRDQPY |  | PSSQKTKRMR |  | TSFKHHQLRT |  | MKSYFAINHN |  | PDAKDLKQLA |
| QKTGLTKRVL |  | QVWFQNARAK |  | FRRNLLRQEN |  | TGVDKSTDAA |  | LQTGTPSGPA |
| SELSNASLSP |  | SSTPTTLTDL |  | TSPTLPTVTS |  | VLTSVPGNLE |  | GHEPHSPSQT |
| TLTNLF     |  |            |  |            |  |            |  |            |

A: Аланін

C: Цистеїн

D: Аспарагінова кислота

E: Глутамінова кислота

F: Фенілаланін

G: Гліцин

H: Гістидин

I: Ізолейцин

K: Лізин

L: Лейцин

M: Метіонін

N: Аспарагін

P: Пролін

Q: Глутамін

R: Аргінін

S: Серин

T: Треонін

V: Валін

W: Триптофан

Кодований геном білок за функцією належить до активаторів. 
Задіяний у таких біологічних процесах, як транскрипція, регуляція транскрипції. 
Білок має сайт для зв'язування з іонами металів, іоном цинку, ДНК. 
Локалізований у ядрі.